# La Vierge à l'arbre sec
La Vierge à l'arbre sec ou Madone à l'arbre sec est un tableau du peintre primitif flamand Petrus Christus. Huile sur panneau de 17,4 cm × 12,4 cm, il est réalisé après 1462. Retrouvé au début du XXe siècle dans une collection belge, il a été attribué à Petrus Christus par Grete Ring en 1919. Il est actuellement exposé au Musée Thyssen-Bornemisza, à Madrid.

## Le contexte de l’œuvre

### L'auteur: Petrus Christus
Né vers 1410, Petrus Christus devient citoyen de la ville de Bruges à partir de 1444 jusqu'à sa mort vers 1473. Il s'inscrit dans l'héritage direct des grands peintres qui ont fondé la puissance et la cohérence de la peinture flamande au XVe siècle, Jan van Eyck et Rogier van der Weyden notamment. Simplifiant leur langage plastique et iconographique, il joue un rôle particulier que la postérité a souvent sous-estimé. Il propose une vision plus personnelle de la peinture qui en appelle à l'expérience individuelle. Il ouvre ainsi dans le champ de l'image, une veine de méditation et de recueillement.
Reconnu en son temps, il peint sur commande, des portraits, des retables d'autel et des images de dévotion pour des particuliers.

### Le thème: La Vierge à l'Arbre Sec
Petrus Christus et son épouse intègrent, en 1462, la Confrérie Notre-Dame de l'Arbre Sec (en flamand : Onze Lieve Vrouw van de Droge Boom ; littéralement « Fraternité de la Madone de l'Arbre Sec »), une société religieuse basée à Bruges, engagée dans la charité et consacrée à l'Immaculée Conception de la Vierge. Cette société est née en 1396 et a rassemblé l'aristocratie et le clergé. Les ducs de Bourgogne en étaient les membres d'honneur. Elle possédait à Bruges une chapelle dans une église franciscaine des Frères minorités ou mineurs, détruite en 1578 pendant les guerres de religion. Cette œuvre était très probablement un tableau d'autel familial d'un membre de cette Fraternité.
Selon une légende, la Vierge Marie et l'Enfant Jésus seraient apparus à Philippe le Bon, sur le tronc d'un arbre sec, avant une bataille contre les Français. Il aurait alors prié pour la victoire devant cette apparition qui lui était ainsi accordée. La Fraternité aurait été instituée en remerciement et pour la commémoration de cette victoire.
Une autre source possible a été mentionnée : un texte de 1330, intitulé Le Pèlerinage de l'âme du moine et poète français Guillaume de Digulleville (1295 - après 1358) où la même idée est exprimée métaphoriquement, et dont Petrus Christus peut avoir eu connaissance.

## Description
Sur un fond noir, en pleine lumière, une Vierge à l'Enfant apparaît, sertie de branches qui ont perdu toute sève. Dans son manteau rouge relevé d'une doublure verte, elle resplendit. L'enfant semble se tenir tout seul, en apesanteur dans des bras qui ne le contiennent pas, qui l'effleurent tout juste. Il est déjà séparé, aucun cordon ne le rattache à Marie. La main de la Vierge ne touche pas le pied de l'enfant. Le geste est arrêté comme si Petrus Christus, de façon délibérée, avait voulu en interrompre le rythme.
La Vierge, avec son front altier des Vierges flamandes, son visage juvénile, n'est guère représentée en tant que figure maternelle, ce qui se décide là semble lui échapper. Tout se joue ailleurs.
À la jonction des branches, au creux du tronc, la Vierge est littéralement greffée, verticalement, sur l'arbre mort. L'Enfant Jésus est bien le fruit de l'incise. Son rôle de Rédempteur est indiqué par le globe surmonté de la croix qu'il tient dans la main gauche. L'arbre sec de la chute métamorphosé en couronne d'épines insiste sur la déréliction.

## Analyse de l’œuvre
Ce tableau illustre le verset du Prophète Ézéchiel (17.24) :

« Et tous les arbres des champs sauront que moi, l'éternel, j'ai abaissé l'arbre qui s'élevait et élevé l'arbre qui était abaissé, que j'ai desséché l'arbre vert et fait verdir l'arbre sec. Moi, l'éternel, j'ai parlé, et j'agirai. »

Ce verset a été interprété par la théologie médiévale comme une allusion claire au message du « rachat » après le « péché originel » et au rôle de la Vierge comme nouvelle Ève ; comme l'indication de la stérilité de sainte Anne, la mère de la Vierge, la grand-mère de Jésus. L'arbre sec a dans lequel la Vierge Marie porte l’Enfant Jésus rappelle l'Arbre de la connaissance du Bien et du Mal qui, desséché après le « péché originel » et la chute de l’Humanité, devait refleurir à la naissance du Christ.
Jésus est représenté en Rédempteur, avec un globe couronné et surmonté d'une croix dans la main gauche. Les branches sèches de l'arbre forment, entrelacées, une couronne d'épines, en référence claire à son sacrifice et à sa Passion. Le tronc d’arbre évoque la croix.
Marie rend la vie à l’arbre mort. Les quinze lettres « A » d'or suspendues aux branches sèches symbolisent la première lettre des paroles de l'archange Gabriel : Ave Maria – par qui le salut de l’homme commencera. Cette prière à la nouvelle Ève renverse la cause de la damnation des Hommes : Eva devient Ave. Le nombre quinze est lié à la manière de réciter un chapelet ou le rosaire : « L'oraison vocale du Rosaire consiste à dire quinze dizaines d'Ave Maria précédées par un Pater pendant qu'on médite et qu'on contemple les quinze vertus principales que Jésus et Marie ont pratiquées dans les quinze mystères du saint Rosaire ». Même si cette forme de prière ne s'est vraiment officiellement implantée en Flandres qu'en 1470, l'usage en était déjà répandu à l'époque de Petrus Christus.
Marie porte un manteau rouge sang dont l’éclat est relevé par le vert complémentaire de la doublure et le noir du fond. En représentant Marie comme un bouton de rose dans un arbre mort, ce panneau se réfère aussi à la Confrérie Notre-Dame de l'Arbre Sec. Chaque année au cours d’un banquet, les femmes de la confrérie accueillaient les nouveaux membres en les aspergeant de quelques gouttes d’eau de rose. Le parfum de la rose était un symbole marial.
Le tableau frappe par son incroyable modernité. Incarnation, mort et salut concentrés dans une même mise en scène, dans un raccourci qui nous ébranle. Dans cet univers statique et clairement structuré, où les volumes sont synthétisés, le noir ouvre sur le vide, il donne la dimension cosmique de l'événement. Comme pour nous dire que sans l'incarnation, il n'y a pas de représentation possible du divin mais un abîme. Un trou noir. Un trou tellement vertigineux qu'il faut que l'arbre soit investi par la lettre, qui ouvre à la parole. Elle seule peut apprivoiser le néant. C'est par la parole que l'homme accède à cette forêt hostile.
Au-delà de l'impact violent de cette peinture, qui oppose lumière et ténèbres, fécondité et stérilité, un dialogue s'instaure qui veut bien en explorer son mystérieux message.

## Iconographie
L'iconographie de ce panneau sera réutilisée par d'autres artistes avec des variations : sur des sceaux, conservés dans les archives municipales de Bruges ; sur des médailles, à la Bibliothèque royale Albert Ier à Bruxelles ; et dans les peintures, tel que le panneau central du triptyque de Peter Claeyssens le Jeune, achevé en 1620.

## Sources et bibliographie
- Brigitte Dekeyzer, Les primitifs flamands, Artoria, 1999 pp. 88 et suiv., 176 pages
- L'Œil, revue d'art, no 458 à 462, 1994, p. 36